# Vaudoise Versicherungen
Die Vaudoise Assurances Holding SA mit Sitz in Lausanne ist eine Westschweizer Versicherungsgesellschaft. Die Gruppe Vaudoise Versicherungen wurde 1895 in Lausanne gegründet. Das Aktienkapital der Vaudoise Versicherungen Holding AG ist mehrheitlich im Besitz der Mutuelle Vaudoise, Société Coopérative. Das Unternehmen ist an der Schweizer Börse SWX Swiss Exchange kotiert.

## Tätigkeitsgebiet
Die Versicherungsgruppe ist vorwiegend auf nationaler Ebene tätig und bietet sowohl Lebens- und Nichtlebensversicherungen für Privatpersonen wie auch Versicherungslösungen für Unternehmen und öffentliche Körperschaften.

## Geschichte

Historisches Logo

Das Unternehmen wurde 1895 als Assurance Mutuelle Vaudoise in Form einer Genossenschaft gegründet und war vorerst nur im Nichtleben-Sektor tätig. 1916 expandierte Vaudoise ihre Geschäftstätigkeit in die Deutschschweiz und 1938 in das Tessin. Mit der Gründung der Vaudoise Vie stieg das Unternehmen in das Lebensversicherungsgeschäft ein.
Im Zuge einer Strukturreform gab die Genossenschaft das bis dahin bei ihr angesiedelte operative Geschäft vollständig an die 1989 gegründete Vaudoise Assurances Holding SA ab. Diese ist Dachgesellschaft und Finanzholding aller operativen Gesellschaften der Vaudoise Gruppe. Mehrheitsaktionärin ist mit 67,6 Prozent des Kapitals und 91,2 Prozent der Stimmrechte die Assurance Mutuelle Vaudoise, die fortan die aktienrechtliche Kontrolle, aber keine operative Tätigkeiten mehr ausübt.
Im Jahr 2021 ging das Unternehmen eine Partnerschaft mit der regionalen Migros-Genossenschaft GMZ (Genossenschaft Migros Zürich) ein, und zwar als Risikoträgerin für die neu lancierten «Migros Versicherungen». Die Migros Bank löste per Ende Oktober 2022 die GMZ als Partnerin der Vaudoise ab.